# 虎口

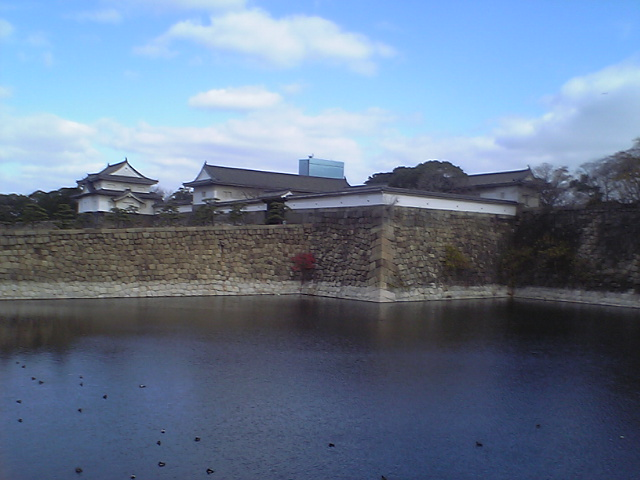
大阪城大手門枡形虎口

虎口（こぐち）とは中世以降の城郭における出入り口のことで、「こぐち」には狭い道・狭い口という意味がある。「小口」とも書く。「虎口（ここう）」とよむ場合は、中世の戦場や陣地における危険な場所を意味するもののこと。

## 概要

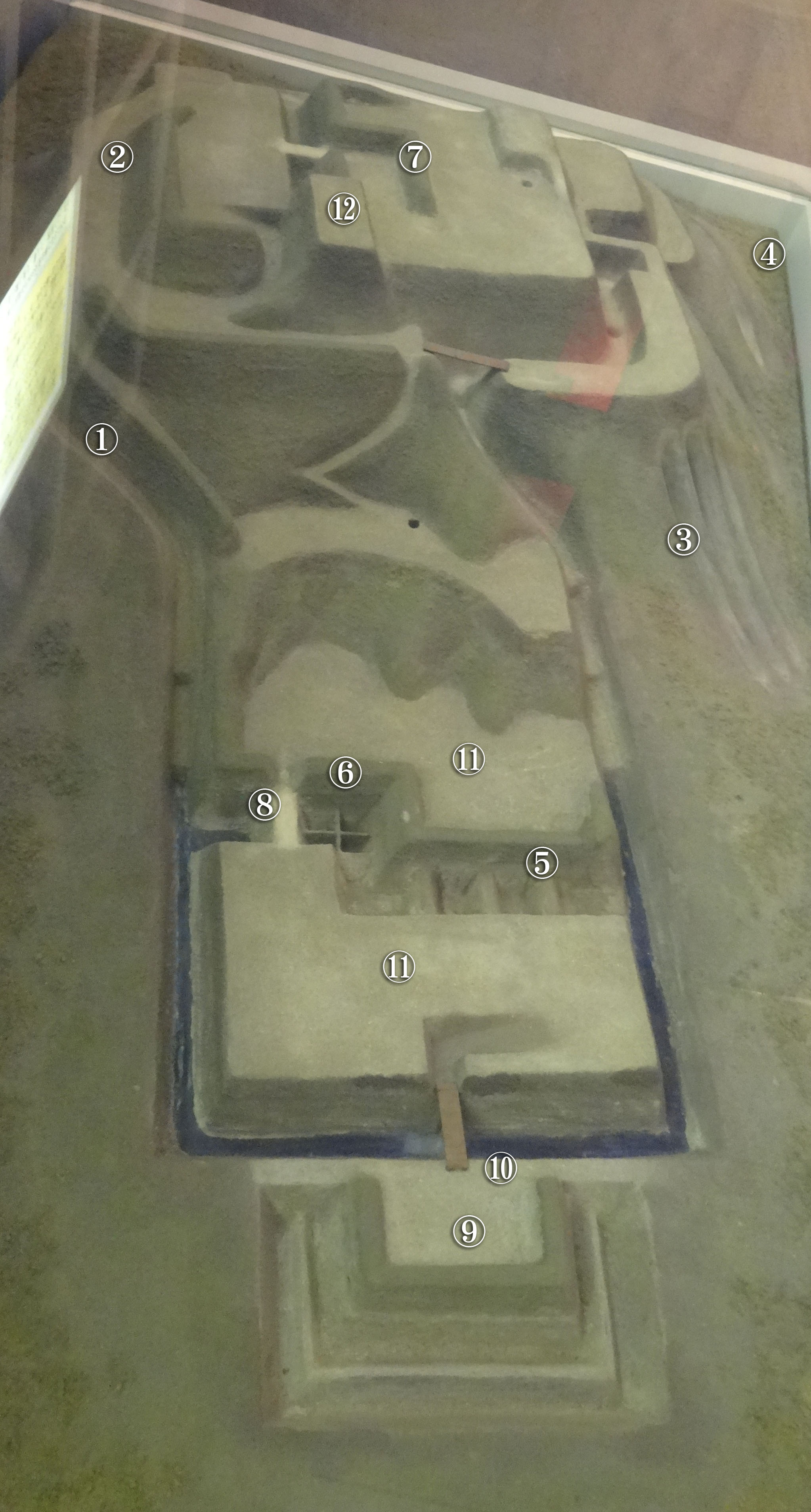
中世城郭の各部名称 ①竪堀 ②土塁 ③連続竪堀 ④堀切 ⑤畝堀 ⑥障子堀 ⑦枡形虎口 ⑧平虎口 ⑨馬出 ⑩土橋・木橋 ⑪曲輪 ⑫櫓台

虎口は城郭、あるいは曲輪の正面開口に当たり、城内の軍勢にとっての出入口であると同時に、城攻めの際には寄せ手が肉薄する攻防の要所となるため厳重に防御される。古くは開口に木戸等の門を設け、両脇に櫓を建てて攻め手に備えるなど簡易なものであったが、戦国期に著しい発展を遂げ、城の縄張の重要要素となっていった。
西日本で枡形が発達し、東日本では馬出が発達したが、時間の経過や統一政権の出現で技術的融合がおこり、しだいに枡形は東日本にも、馬出は西日本にも広がっていった。やがて内側に枡形、外側に馬出と、両形態の虎口を二重に構え防備をより厳重にした城も現れた。
戦国大名武田氏が築城あるいは改修したとされる小長井（谷）城(静岡県川根本町)・大島城(長野県松川町)・牧之島城(長野県長野市)は、馬出と枡形虎口を組み合わせている。特に小長井城は、馬出の左右と内側に枡形虎口を連鎖させている。
会津若松城は、馬出形状の北出丸、西出丸を外側に備え、その内側は枡形を備える二重構造となっていた。この構造は門扉が砲撃の死角となるようにできており、幕末戊辰戦争では緒戦において北出丸の追手門を突破しようとした新政府軍の阻止に成功し、長期籠城戦に持ち込んだ。

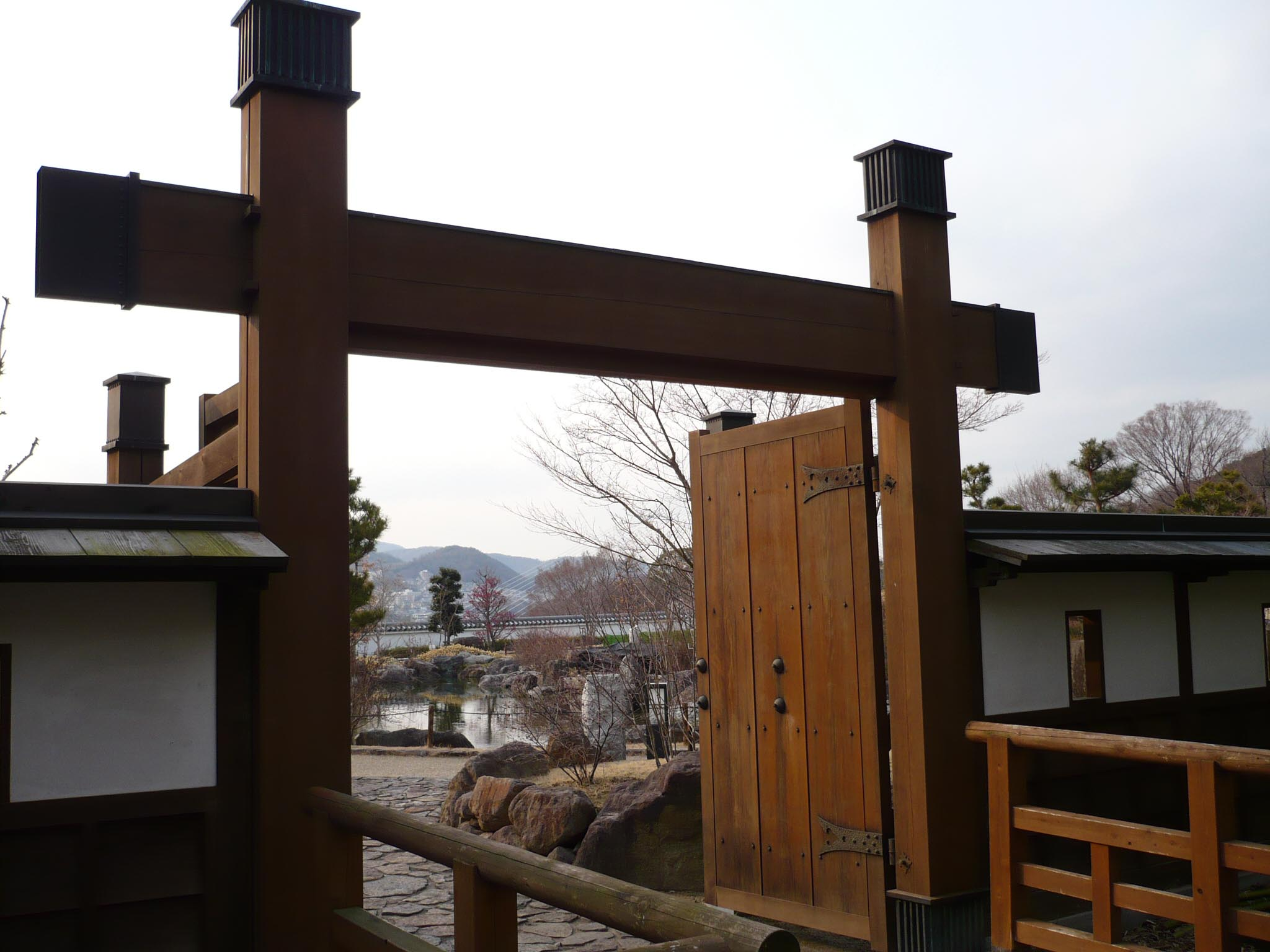
池田城の復興虎口
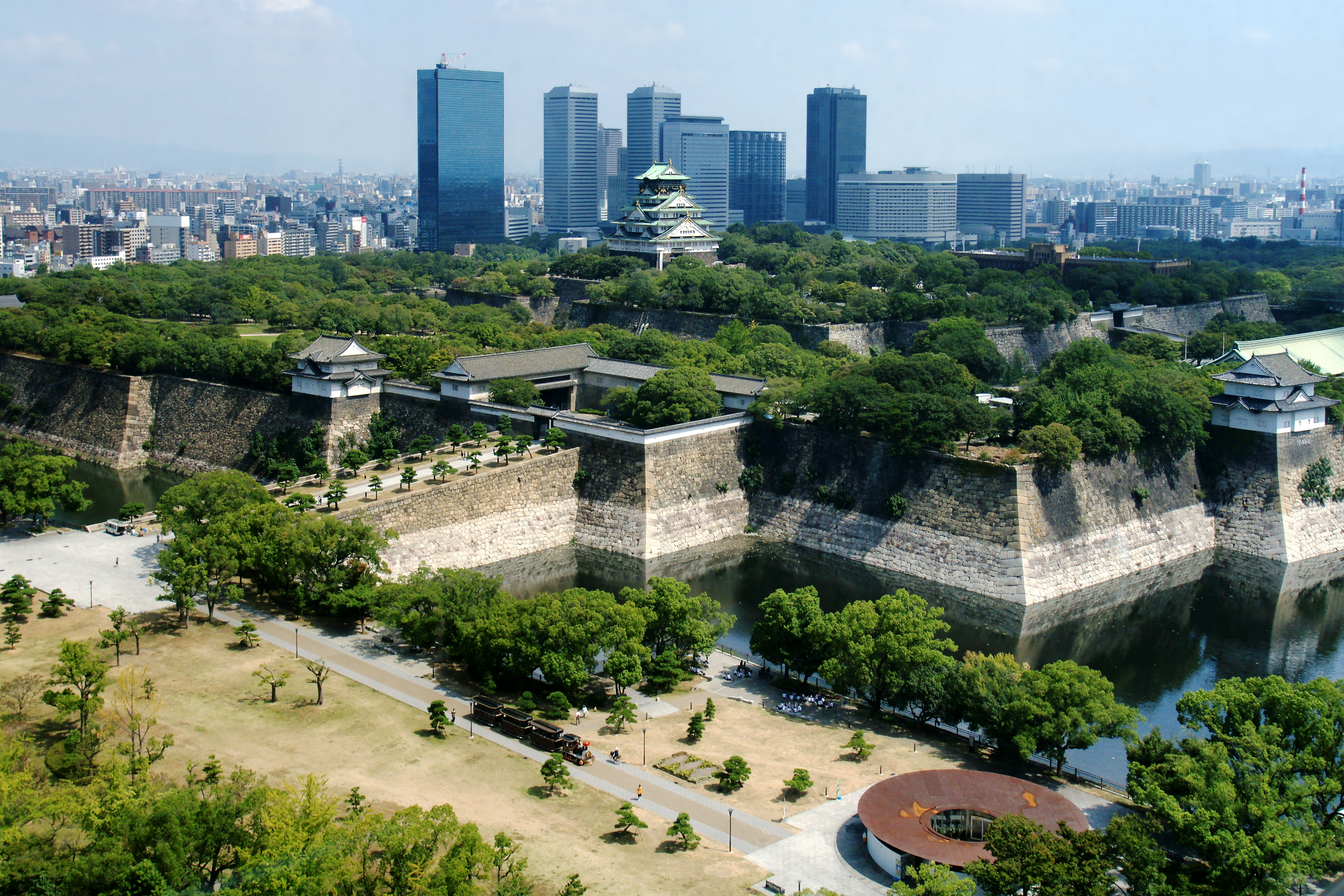
大坂城追手口の枡形を上空から
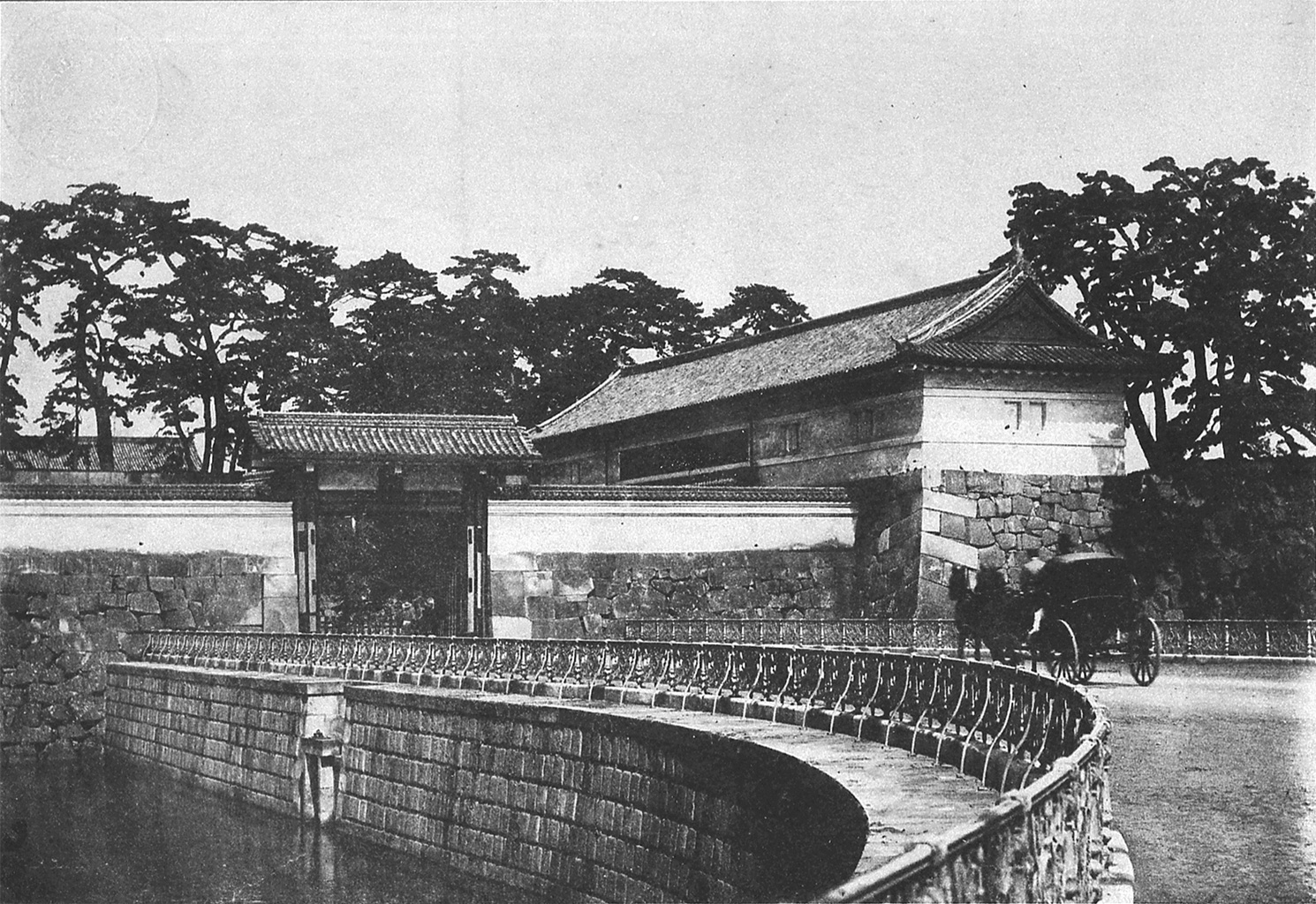
江戸城桜田門の枡形

## 虎口の類型(坂虎口、一文字虎口など)

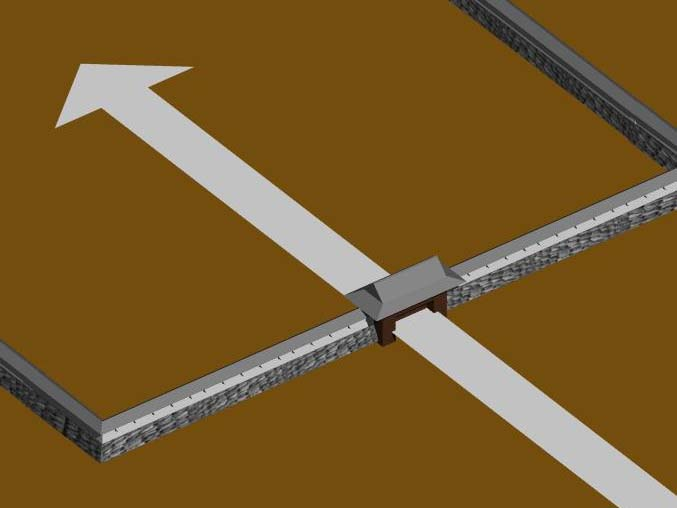
平入り虎口。矢印は寄せ手の進路を示す。

もっとも基本的な形態は平入り（ひらいり）と呼ばれるもので堀、土塁（石垣）などで曲輪を構成してその真正面に虎口を備えるものであった。この場合、大軍で押し寄せた寄せ手を正面から防ぐことになり城側に不利となる。
そこで特に中世山城では虎口前面を急な坂とすることで寄せ手の勢いを削ぐ構造が採られた。これを坂虎口（さかこぐち）などという。
虎口の内側に「蔀（しとみ）」や、虎口の外側に「芎（かざし）」と呼ばれる一文字形（一直線）の防塁（土塁や石垣など）を構築し、前面から郭内が容易に視認できないようにしたものも現れ、一文字虎口（いちもんじこぐち）と呼ばれた。

### 喰違虎口、食違虎口

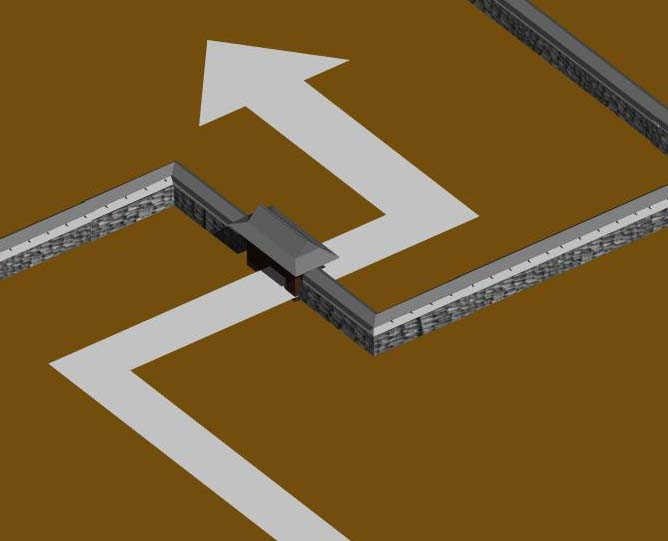
喰違虎口、食違虎口。矢印は寄せ手の進路を示す。

合戦が大規模になってくるとさらに虎口の重要性は増し、城郭の防衛力向上のため、堀、土塁、石垣の配置に工夫が施されるようになる。喰違虎口、食違虎口（食違虎口、くいちがいこぐち）は土塁や石垣を平行ではなく、食い違いにすることによって、開口部を側面に設け、攻城側はS字、N字、Z字の進路を取らざるを得なくなり、さらに側面からの射出攻撃も受けやすくなるという構造となっている。

### 枡形虎口

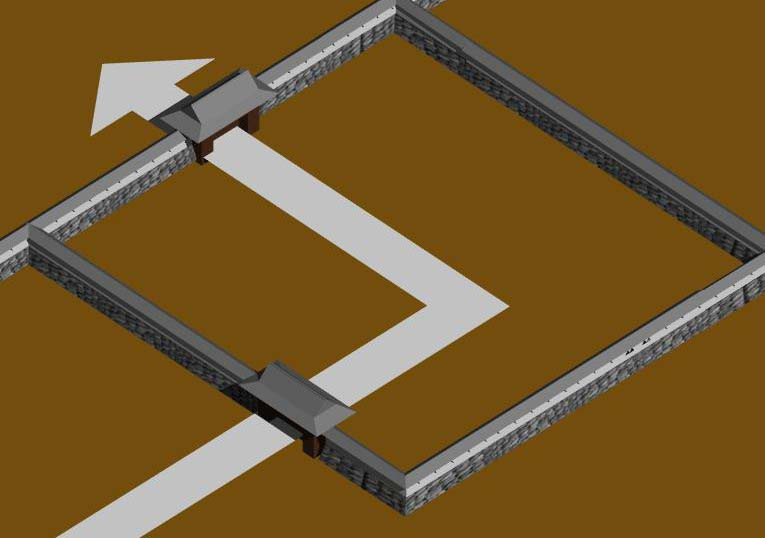
外枡形の枡形虎口。矢印は寄せ手の進路を示す。

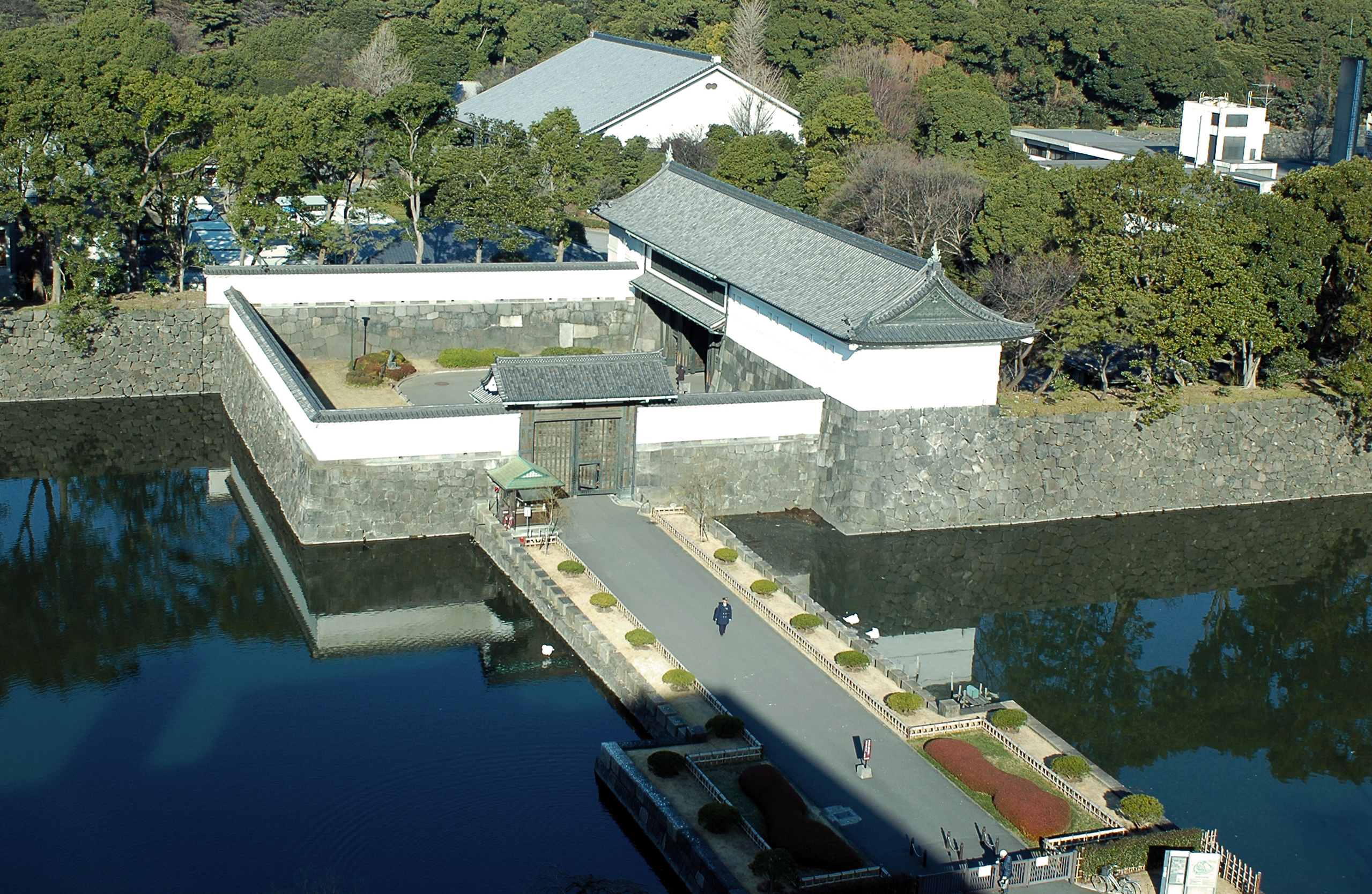
江戸城大手門の枡形虎口

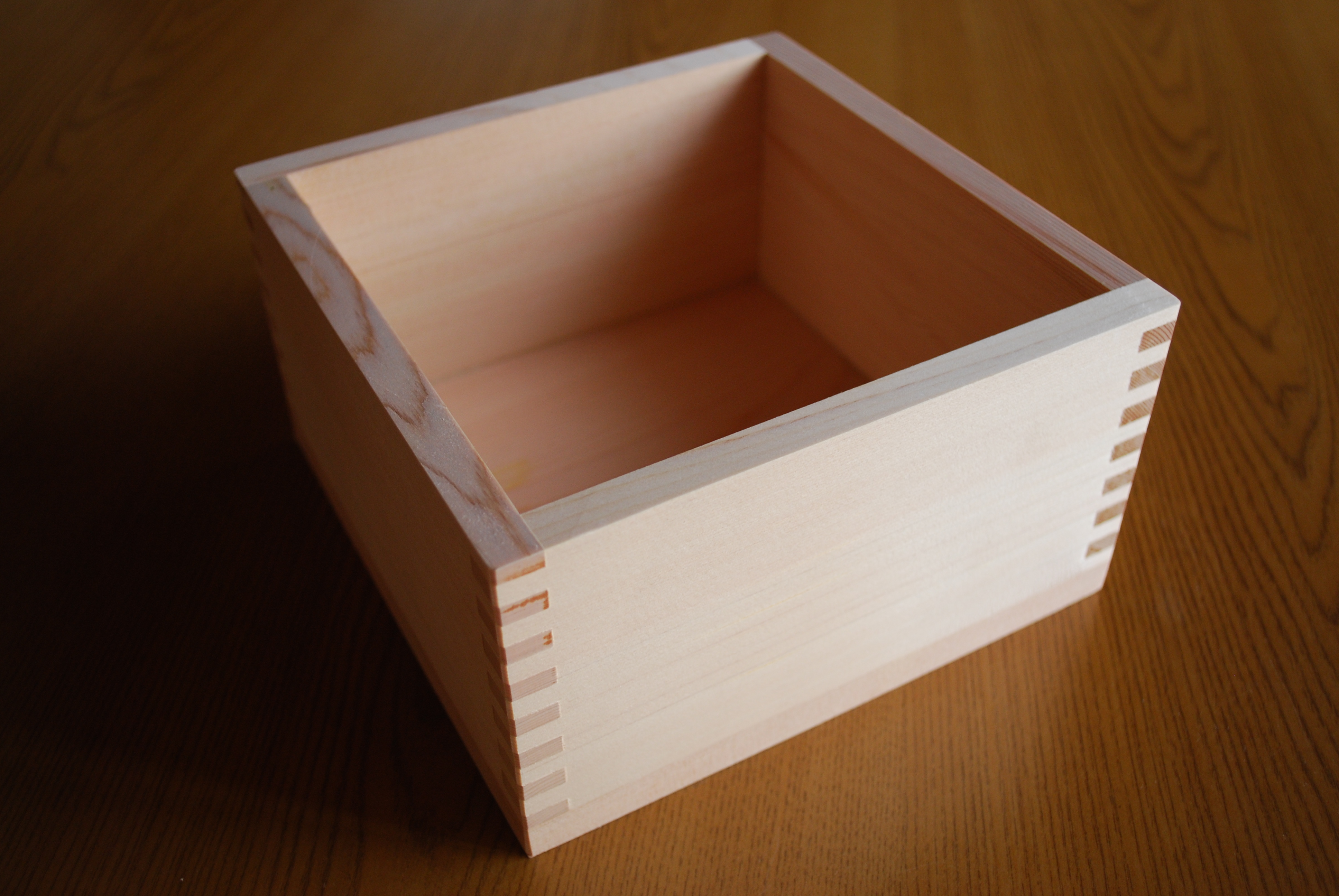
枡形虎口に名前の由来、一升枡

戦国末期には西日本を中心に枡形（ますがた）と呼ばれる虎口が現れた。これは虎口の前面に方形の空間を設け、そこに門や口を2重に構えることで、攻撃側は枡形内部に侵入しても2番目の門に城内への侵入を阻まれ、枡形内部で守備側からの攻撃を全面に浴びることとなる。
枡形には内枡形（うちますがた）と外枡形（そとますがた）がある。内枡形は、曲輪の虎口の内側に小さな方形空間を造り第二の門を築く。ここに入り込むと寄せ手は3方向から囲まれる。外枡形は、主な曲輪の虎口の外に地続きの小さな方形空間を張り出させ、最前にもう1つの門を開いたものである。
枡形の門は、最前の門とその後方の門の2つが開かれる。最前の門を高麗門、その後方の門を櫓門としたものが基本的な形状であると見られているが、後方の門のみで最前の門がないものや、最前の門のみのものもある。
近世城郭はその多くが枡形、あるいはそれに類する虎口を備え、侵入した攻撃側が容易に直進できないようにするため右折または左折構造を採る場合が多い。

### 馬出

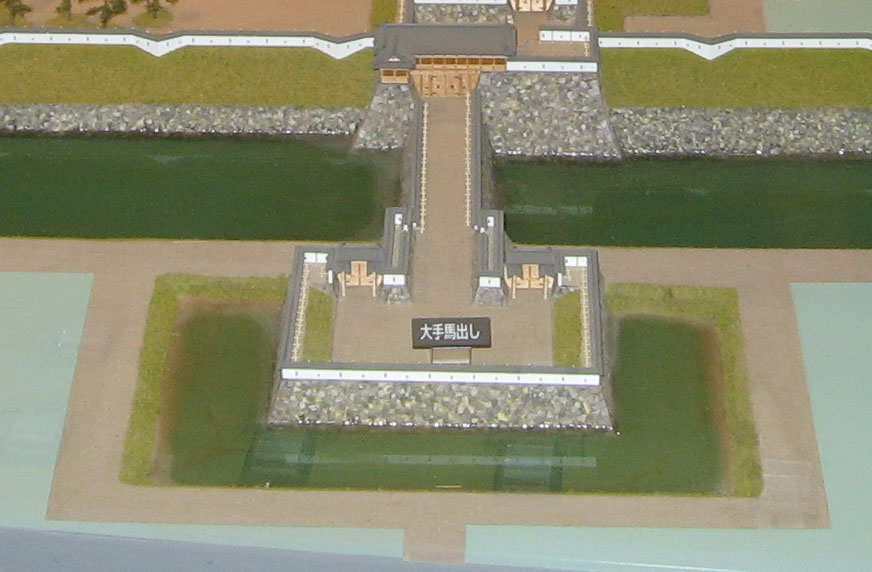
篠山城大手馬出（模型）

枡形とは別に東日本を中心に発展した虎口の形態が馬出（うまだし）である。堀に面する虎口の外側に、弧状またはコの字型に土塁や石垣を積み、出入りできる部分を残して周りに堀を穿つとできる小規模な曲輪である。これが大型化したものを馬出曲輪という。大坂城に築かれた真田丸のように、出郭（でぐるわ）、出丸（でまる）には馬出曲輪の形状をしたものがある。
馬出の語を地名、古典、文書、軍学からそれぞれ検討した八巻孝夫によれば、本来馬場などに馬を乗りだす口のことをいうものであったものが、出入口の意にも用いられるようになったと考えられる。そして、戦国時代末期に城の虎口前の堡塁が作られた時に、「出馬＝出撃」などの連想から、この施設名として馬出の語が採用されたと推測される。さらには、中世史料では後北条氏の文書に唯一馬出の語が出てくることから、後北条氏が命名した可能性がきわめて高いと推測できるとしている。
また、八巻は城跡の遺構からも多数の馬出の分析を行い、共通項を以下の4点にまとめている。
1. 主たる曲輪の虎口の保護のために堀を隔てた対岸におく小曲輪[注 3]をいう。
2. 一般に馬出自体は堀で囲まれることが多いが、省略もある。
3. 馬出の大きさは、虎口を守るのにふさわしい程度の大きさ。
4. 主たる曲輪に従属するため、馬出の堀は、主たる曲輪の堀の大きさを越えることがない。

#### 馬出の形・分布
馬出の形は、丸馬出・角馬出・不整形の馬出に分類される。

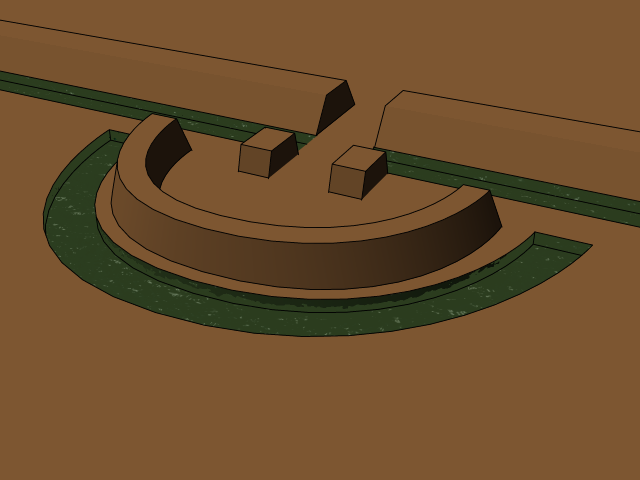
丸馬出
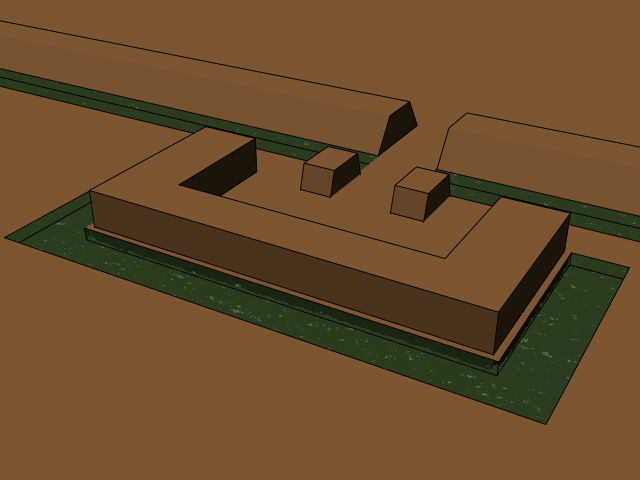
角馬出

東北地方から北海道渡島半島までの範囲では、少なくとも27カ所の中世城館の馬出が所在することが確認されている。
東国（関東甲信越・東海）における戦国期の馬出の分布は、丸馬出の分布がほぼ武田氏の勢力圏に重なり、角馬出が後北条氏の勢力圏に多く分布している。
東海地方においては、丸馬出は尾張・三河・遠江・駿河と満遍なく分布しているが、角馬出は尾張と東三河、駿河に多く分布する。
北陸地方においては、越中・加賀・越前・若狭・飛騨の各地域の分布の濃炎はさほど変わらない。能登には現存しないが、甲山城の外郭ラインの外側には方形区画がかつて存在し（現在は耕地整理で消滅）、小丸城には”馬出”という地名が残っており、ここにも馬出が存在した可能性が残る。
戦国・織豊期における近畿及び周辺の馬出は、その多くが福井県と滋賀県に分布し、織豊政権の城が中心、一部が朝倉氏か一向一揆の城となっている。
中国・四国・九州地方には馬出がほとんどない。